# Horse Collar Ruin
 (juillet 2019).
Horse Collar Ruin est une ruine anasazie du comté de San Juan, dans l'Utah, aux États-Unis. Elle est protégée au sein du Natural Bridges National Monument.